# Дарінг (футбольний клуб)
Роял Дарінг Клуб дю Брюссель або просто Дарінг (фр. Royal Daring Club de Bruxelles) — колишній професіональний бельгійський футбольний клуб з міста Брюссель Брюссельського столичного регіону.

## Історія
Клуб був заснований в 1895 році групою студентів, які зібралися в кафе «На Тіволі» в Кукельберзі. Два роки по тому команда була зареєстрована у Федерації, після чого розпочала свої виступи у чемпіонаті серед «резервних» та «молодіжних» команд. Спочатку команда виступала у біло-блакитній формі, але в 1899 році розпочала грати в червоно-чорній формі. В 1900 році клуб об'єднався з Футбольним клубом «Брюссель», після цього команда змінила свою назву на Футбольний клуб «Дарінг» (Брюссель). Після початку будівництва базиліки в Кукельберзі «Дарінг» змушений був переїхати на «Шоссе де Жет», на колишній стадіон ФК «Брюсселя». У 1902 році «Дарінг» зберігає свою початкову назву, але об'єднується з двома іншими клубами Брюсселя, «Спортінг Моленбеек» та ФК «Скілл де Брюссель». А вже наступного року клуб об'єднується з «УС Брюссель» та отримує дозвіл на участь в чемпіонаті Бельгії.
Клуб дуже швидко став принциповим суперником для «Юніону» серед столичних клубів, свій перший чемпіонський титул клуб здобув у 1912 році, а наступний — вже через два роки. У клубу з'являться все більше уболівальнків, виникає потреба в новому домашньому стадіоні, але цей розвиток перериває Перша світова війна. 12 липня 1920 року про цю проблему дізнається Королівська Рада, і, будує новий стадіон в Моленбек-Сен-Жані. Цей стадіон став найсучаснішим для свого часу, оскільки містив великі трибуни, легкоатлетчні доріжки, хокейний майданчик та, навіть, солярій.
Клуб виграв третій чемпіонський титул в 1921 році, після чого провів декілька сезонів невдало, а в 1928 році вилетів з елітного дивізіону національного чемпіонату. В 1930-их роках команда посідала місця у верхній частині турнірної таблиці, а 10 лютого 1935 року клуб встановив рекорд, у матчі проти Уніона зіграв 60-ий безпрограшний матч. В 1936 та 1937 роках клуб знову перемгає в національному чемпіонаті, але ці титули стали останніми в історії клубу. Після вдалого сезону, в якому «Дарінг» став віце-чемпіоном, за підсумками сезону 1938/39 років команда вилетіла до Першого дивізіону національного чемпіонату. Крім того, після звинувачень у корупції гравців Уніону, команда карається пониженням у класі до третього дивізіону. Друга світова війна гальмує санкції проти клубу, оскільки Уніон не здатен був продовжувати виступи у першому дивізіоні, то його місце займає «Дарінг».
«Дарінг» покинув елітний дивізіон в 1950 році, але вже наступного сезону повернувся. Протягом наступних чотирьох сезонів клуб виступав у Першому дивізіоні, допоки в 1954 році клуб знову не вилетів. Відразу ж команда здобуває чемпіонство другого дивізіону та повертається до елітного дивізіону національного чемпіонату, цього разу на три роки. Після цього «Дарінг» ще одного разу вигравав нижчий дивізіон, після чого ще на рік повернувся до вищого дивізіону. Після цього клуб так і не зміг повернути собі колишні позиції, найкращим же результатом в національному чемпіонаті в цей період стало п'яте місце. В 1966 та 1969 роках клуб двічі бере участь в розіграші Кубку ярмарків. Проте «Дарінг» після цього вже так і не зміг повернутися до найвищого рівня.

### Виліт та занепад клубу
Незважаючи на виліт до Другого дивізіону в Кубку Бельгії 1970 року клуб дійшов до фіналу турніру, де з розгромним рахунком 1:6 поступився «Брюгге». У липні 1970 року команда змінила свою назву на «Дарінг Клуб де Моленбек». Після цього клуб три сезони виступав у Другому дивізіоні, після чого через фінансові проблеми припинив свої виступи в національних турнірах та припинив членство у федерації. Після цього «Роял Расінг Уайт» (реєстраційний номер 47) з Першого дивізіону вирішив залишити стадіон «Фаллон» у Волюве, на якому клуб майже не підтримували, та переїдають до Моленбек-Сен-Жану, на стадіон «Боссаерт» для того, щоб повернути матчі елітного дивізіону на цей стадіон, з нагоди свого переїзду вони перейменовують стадіон на «Стад Едмон Маштен». Реєстраційний номер  дозволив клубу змінити свою назву на «Расінг Уайт Дарінг де Моленбек».

## Досягнення
- Чемпіонат Бельгії:
  -  Чемпіон (5): 1911/12, 1913/14, 1920/21, 1935/36, 1936/37
  -  Срібний призер (4): 1908/09, 1912/13, 1933/34, 1937/38

- Другий дивізіон Чемпіонату Бельгії:
  -  Чемпіон (2): 1954/55, 1958/59

- Кубок Бельгії:
  -  Володар (1): 1934/35
  -  Фіналіст (1): 1969/70

## Відомі гравці
- Йохан Вермірш, гравець клубу 1971-1973.
- Сільвен Бребарт, найкращий бомбардир чемпіонату в 1913 році.
- Оноре Флемінк, найкращий бмбардир національного чемпіонату в 1920 році.
- П'єр Де Відтс, найкращий бомбардир національного чемпіонату в 1930 році.
- Марюс Мондель, найкращий бомбардир національного чемпіонату в 1935 та 1938 роках.
- Арман Свартенброкс, 53 матчі у складі Збірної Бельгії з футболу (1913-1928 роки).

## Відомі тренери
- Джек Батлер (1932 — 1954)
- Гібон (1955 — 1957)
- Андре Рю (1958 — 1961)
- Леонард Денаєр (1962 — 1963)
- Даніель Лангранд (1964 — 1966)
- Біллі Елліотт (1966 — 1968)
- Дорджс Рендерс (1968)
- Андраш Береш (1968 — 1969)
- Норберт Геффлінг (1969 — 1971)
- Гайнц Горніг (1971 — 1973)